# Malattia di Devic
La malattia di Devic o neuromielite ottica è una grave e rara forma di malattia demielinizzante ad esordio acuto e decorso rapidamente ingravescente che colpisce il nervo ottico e il midollo spinale.

## Definizione e patogenesi
Benché le lesioni tipiche della malattia di Devic somiglino a quelle osservate nella sclerosi multipla, queste due entità devono essere distinte da un punto di vista patogenetico, anatomo-patologico, clinico e prognostico-terapeutico. Infatti, la malattia di Devic si caratterizza per la presenza nel siero dei pazienti di auto-anticorpi diretti contro l'acquaporina 4 (chiamati per questo anticorpi anti-NMO), proteina espressa dagli astrociti. Inoltre, differentemente dalla sclerosi multipla in cui le lesioni possono essere presenti in qualsiasi porzione del sistema nervoso centrale, le lesioni in corso di malattia di Devic si concentrano nel nervo ottico e lungo il midollo spinale, caratterizzando un tipico corredo clinico composto da una grave compromissione del visus, talora da paresi, da disturbi della sensibilità e da perdita del controllo sfinteriale.

## Diagnosi
Per la diagnosi è indispensabile accertare il coinvolgimento del nervo ottico e del midollo spinale. La diagnosi viene inoltre supportata dalla contemporanea presenza di anticorpi anti-acquaporina 4 nel siero dei pazienti, da lesioni midollari indagate con immagini di risonanza magnetica T2 pesate che si estendono per più di 3 segmenti vertebrali e da un coinvolgimento encefalico atipico per la sclerosi multipla

## Terapia
La terapia dell'attacco acuto si avvale di alte dosi di glucocorticoidi di sintesi e talora di plasmaferesi. Una terapia di prevenzione può avvalersi dell'uso di farmaci immunosoppressivi quali il rituximab,, l'inebilizumab, il mitoxantrone, l'azatioprina, il micofenolato mofetile in varia combinazione con corticosteroidi. Inoltre, come la sclerosi multipla, la malattia di Devic è responsiva al glatiramer acetato.